# Lijst van planetoïden in de baan van Mercurius
Dit is een lijst van planetoïden waarvan (een deel van) de omloopbaan binnen die van Mercurius ligt.
- (1566) Icarus
- (2101) Adonis
- (2212) Hephaistos
- (2340) Hathor
- (3200) Phaethon
- (3838) Epona
- (5143) Heracles
- (5660) 1974 MA
- (5786) Talos
- (16960) 1998 QS52
- (24443) 2000 OG
- (33342) 1998 WT24
- (37655) Illapa
- (40267) 1999 GJ4
- (66063) 1998 RO1
- (66146) 1998 TU3
- (66253) 1999 GT3
- (66391) Moshup
- (66400) 1999 LT7
- (68348) 2001 LO7
- (85953) 1999 FK21
- (85989) 1999 JD6
- (86667) 2000 FO10
- (87309) 2000 QP
- (87684) 2000 SY2
- (88213) 2001 AF2
- (88254) 2001 FM129
- (89958) 2002 LY45